# Маршрути долі (телесеріал)
«Маршрути долі» («рос. Маршруты судьбы») — переважно російськомовний 12-серійний телесеріал, знятий в Україні. Серіал вироблено компанією «1+1 Продакшн» за фінансової підтримки проекту американської організації USAID «Зміцнення суспільної довіри»
Прем'єра першого сезону в Україні відбулася 21 січня 2019 року на каналі «1+1». Прем'єра в Росії очікується в 2020 році.

## Сюжет
У серіалі показані реальні історії людей, що опинились по різні боки лінії конфлікту в сучасній Україні. Головний герой стрічки — водій мікроавтобуса Сергій. Він перевозить людей через лінію розмежування між тимчасово окупованими українськими районами та підконтрольною територією. У його житті сталась страшна трагедія: в результаті вибуху в автомобілі він втратив родину та пам'ять.
Сергій після цього не зміг змиритися із загибеллю рідних, тому розпочав власне розслідування обставин аварії. Завдяки допомозі оточуючих він зміг пережити родинне горе. Адже його мікроавтобус — єдина можливість для місцевих жителів здолати відстань, яка відділяє їх від родин та близьких в умовах бойових дій, з тимчасово окупованих територій на підконтрольні українській армії землі. Робота водія щодня зіштовхує головного героя із різними людьми, які діляться з ним власними історіями, переживаннями, проблемами в родинах, властивими для усіх українців по різні боки лінії фронту. Також Сергій для своїх пасажирів стає людиною, якій можна «вилити» душу і з ким поділитися своїми проблемами, а й того, хто може реально допомогти в їх вирішенні.

## У ролях
- Артем Мяус — Сергій Оверченко
- Ольга Гришина — Ірина Олегівна, головний лікар Волноваської ЦРЛ
- Ганна Сагайдачна,
- Віктор Андрієнко— Вахтанг
- Софія Ковальова — Катя Оверченко, донька Сергія
- Роман Максютенко — Денис Оверченко, син Сергія
- Олена Дудич
- Аліна Костюкова
- Дамір Сухов
- Віталіна Біблів
- Світлана Орліченко
- Марія Моторна
- Юрій Євсюков
- Ніна Галена
- Андрій Мороз
- Олена Сікорська
- Алла Шаломіцька
- Ігор Назаров
- Олександр Галафутник
- Григорій Черемушев
- Поліна Носихіна
- Гліб Михайличенко
- Лілія Матвієнко
- Борислав Борисенко
- Борис Книженко
- Оксана Коляденко
- Ірина Тамім
- Іван Губанов
- Світлана Штанько
- Кирило Черняков
- Святослав Тарасов
- Марина Колодницька
- Данило Лакоза — Назар
- Ірина Бардакова
- Віта Тавріка
- Яків Кучеревський
- Кирейцева Іріанна — Ліза Чемерис
- Кирейцева Катерина — Оксана Чемерис

## Зйомки
Зйомки телеканал «1+1» розпочав у листопаді 2018 року. Серіал знімається за підтримки проекту «Зміцнення громадської довіри» (UCBI II), що фінансується Агентством США з міжнародного розвитку (USAID).

## Музика
Саундтреком до серіалу стала пісня українського гурту Скай — «Мелодія серця».